# Leptodactylodon boulengeri
Leptodactylodon boulengeri är en groddjursart som beskrevs av Fritz Nieden 1910. Leptodactylodon boulengeri ingår i släktet Leptodactylodon och familjen Arthroleptidae. IUCN kategoriserar arten globalt som sårbar. Inga underarter finns listade i Catalogue of Life.